# Christian Svendsen
 Der er flere personer med dette navn, se Christian Svendsen (billedhugger).
Christian Valdemar Svendsen (født 13. juli 1890 i Svindinge, død 28. juni 1959 i København) var en dansk gymnast, som deltog i de olympiske lege 1908 og 1912. 
Ved legene i 1912 var Christian Svendsen del af det 20-mandshold, der vandt bronzemedalje i holdgymnastik efter frit system. Holdet kæmpede med fire andre om placeringerne, og her vandt Norge med 22,85 point foran Finland med 21,85 og Danmarks 21,25.